# Juan Fernández de Navarrete

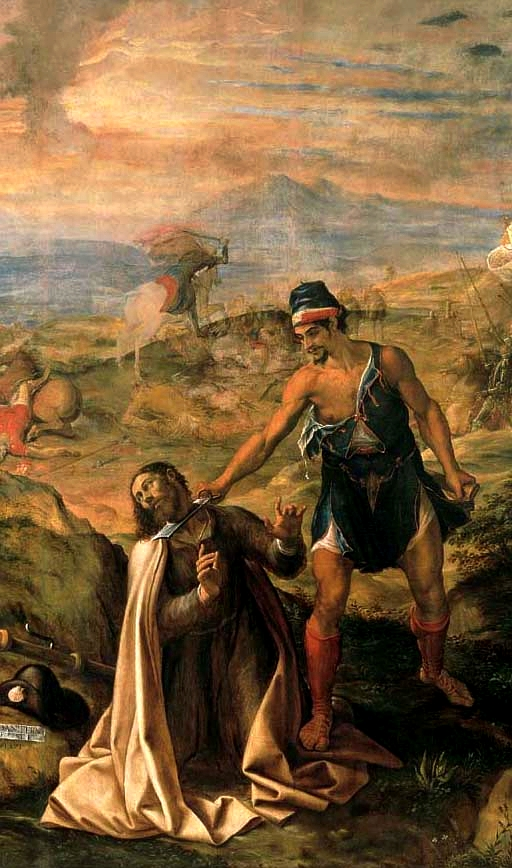
Il Martirio di Santiago (1571)

Juan Fernández de Navarrete (Logroño, 1526 – Toledo, 1579) è stato un pittore spagnolo, detto anche El Mudo (Il Muto), poiché rimase sordomuto fin dall'età di tre anni.

## Biografia
I genitori, benestanti e forse anche nobili, mandarono a vivere Fernández presso i monaci gerolamini di Estrella dove Fray Vicente, un frate talentuoso, fu il suo primo maestro in arte. Non è accertato se Fernández fu un allievo del pittore Gaspar Becerra, ma è certo che egli, sin da giovane, si recò nei grandi centri d'arte italiani fra cui Venezia, dove, frequentando la bottega di Tiziano, acquisì nozioni e tecniche sul colore, il che gli valse lo pseudonimo di "il Tiziano spagnolo". Nonostante ciò Fernández non fu un imitatore di artisti italiani: egli era un originale, e dipinse liberamente e spontaneamente. Rientrato in Spagna come pittore di fama, viaggiò a lungo nel suo paese natale, realizzando opere in diverse città importanti. Nel 1568 fu nominato pittore ufficiale di Filippo II. L'influenza veneziana è visibile in numerose opere a corte: per esempio, è evidente nel San Gerolamo (1569), che ricorda le soluzioni paesaggistiche di Tiziano. Nel 1576 Filippo II gli diede il compito di dipingere le 32 tele per gli altari minori della chiesa dell'Escorial. Vennero compiuti solo 8 quadri, rappresentanti i 12 apostoli e i 4 evangelisti in una notevole serie di monumentali e umane figure; i lavori furono completati da Luis de Carvajal, Sánchez Coello e Diego de Urbina.
In altre opere l'artista dimostra il suo interesse per Tintoretto e Jacopo Bassano, come il Martirio di S. Giacomo (1571) e la Nascita di Cristo (1575).